# Kuroshima (Usuki, Oita)
Kuroshima (Japans: 黒島, Kuroshima) is een klein vrijwel onbewoond Japans eiland (kustlijn ongeveer 3 km) in de Baai van Usuki, nabij de stad Usuki in de prefectuur Oita. Kuroshima is Japans voor Zwart Eiland.

## Japans-Nederlandse betrekkingen
Op het eiland is op 19 april 1600 het galjoen De Liefde gestrand. Het was het eerste Nederlandse schip dat Japan aandeed, hetgeen gezien wordt als het begin van de betrekkingen tussen Japan en Nederland. Kroonprins Willem-Alexander der Nederlanden onthulde op 19 april 2000 in aanwezigheid van de Japanse kroonprins Naruhito een monument op de vermoedelijke plek waar het schip aanmeerde. De onthulling vond plaats in het teken van 400 jaar Nederlands-Japanse betrekkingen. Bij het monument staan bronzen borstbeelden van de koopman Jan Joosten van Lodensteyn en de Engelse stuurman William Adams, evenals een replica van het hekbeeld van De Liefde. Het monument staat op een speciaal daarvoor aangelegd pleintje. De borstbeelden stonden eerder op andere sokkels dichter bij het strand. In een mozaïek met een afbeelding van De Liefde is de route weergegeven die het schip vanaf Rotterdam aflegde. Vlakbij is een klein museum met foto's van eerdere herdenkingen en een model van De Liefde, waarvoor de ontwerper naar Nederland was afgereisd voor de juiste weergave.

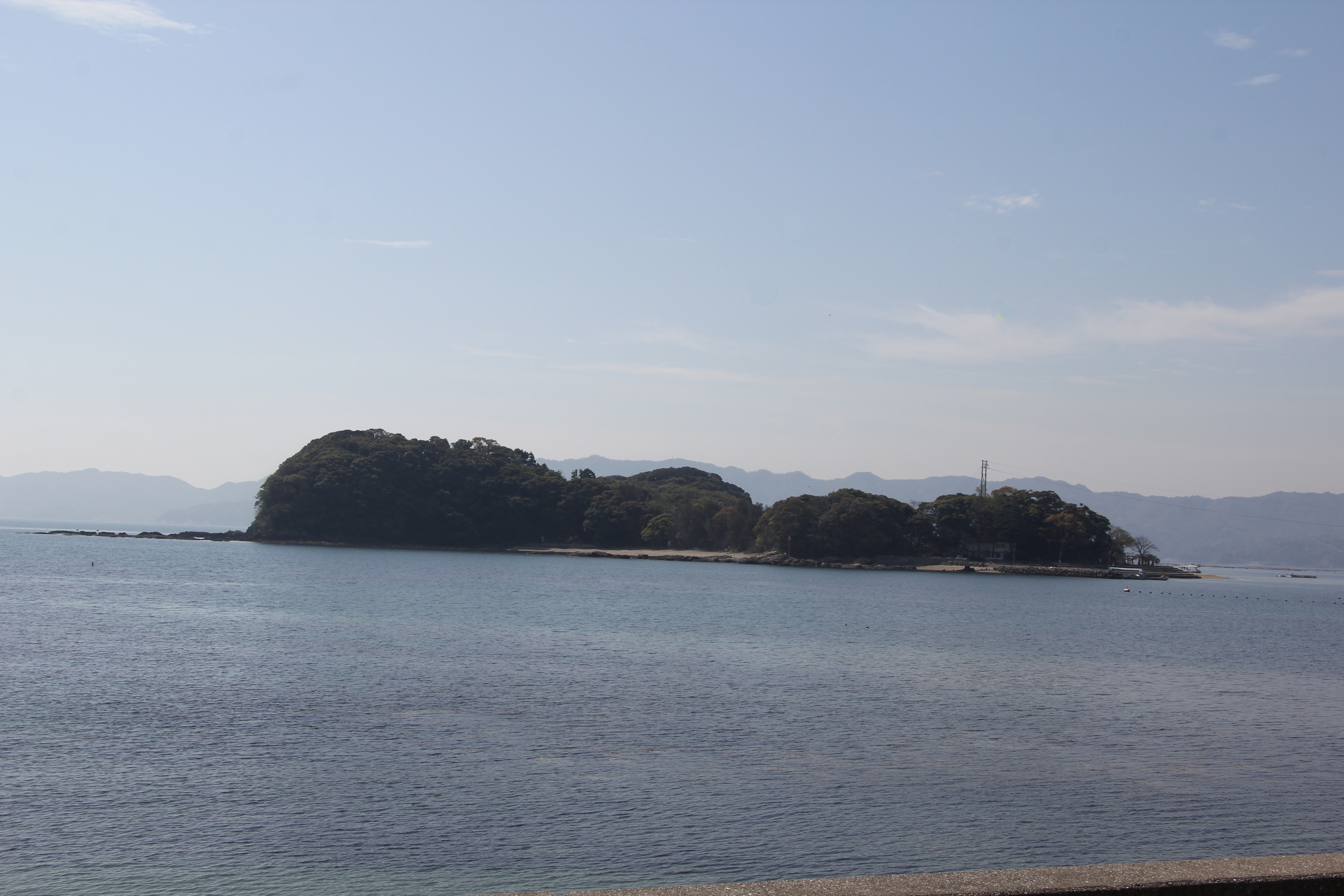
Kuroshima in de baai van Usuki (Oita)
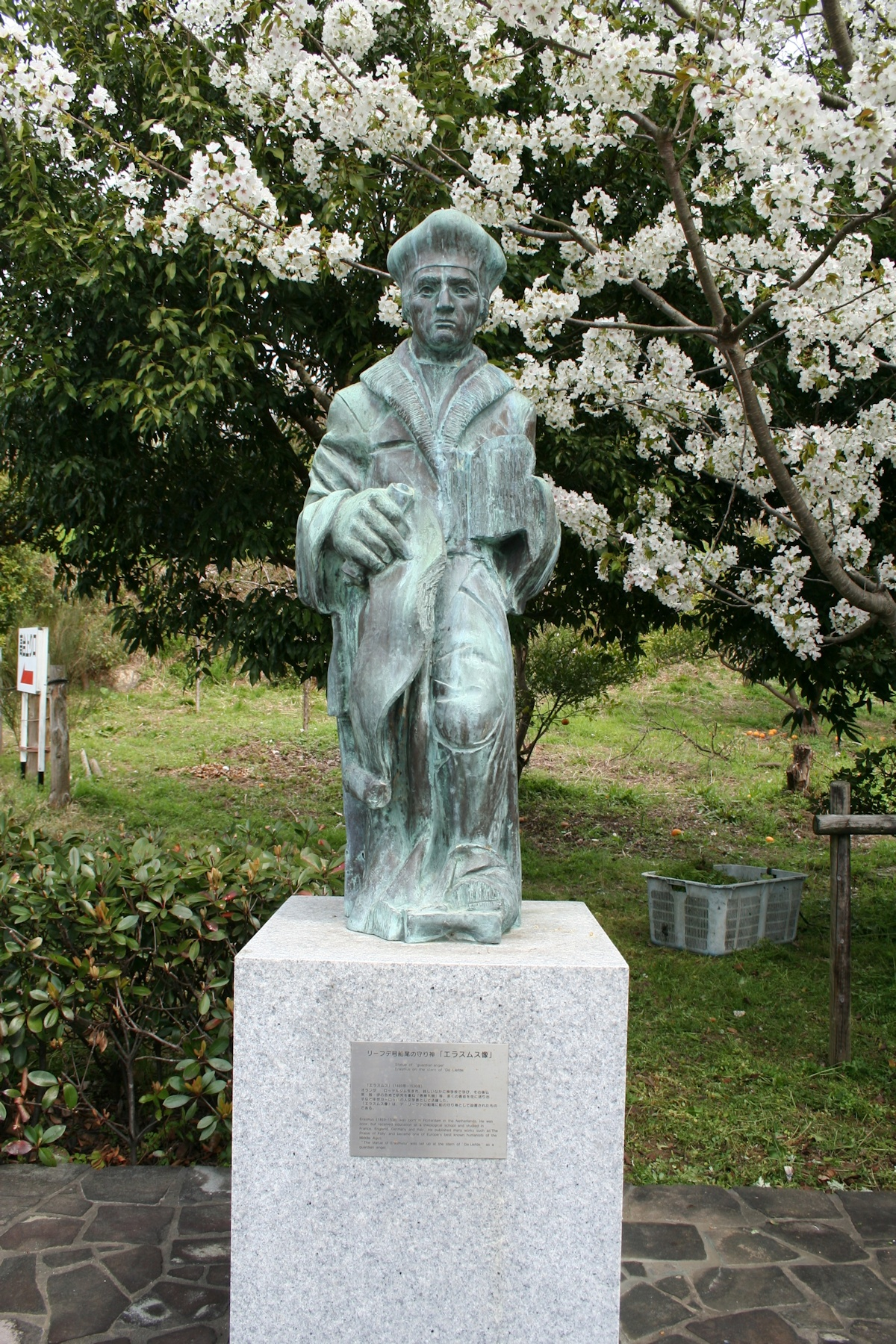
Bronze replica van het Erasmus beeld van de achtersteven van het galjoen De Liefde